# Апсолутна монархија
Апсолутна или апсолутистичка монархија је облик власти који се у Европи јавио у Француској у 17. веку за време Луја XIV, који је рекао: „Држава, то сам ја“. Сматра се да су идеје о апсолутизму настале од првих француских кардинала (премијера) Ришељеа и Мазарена.
Владар има апсолутну власт, а влада уз помоћ бирократског апарата (моћ пера) - чиновници и уз помоћ репресивног апарата (моћ мача) - полиција и војска. Владар је био потпуно заштићен и подржаван и имао је своју армију. Позната апсолутистичка монархија била је и Шпанија, којом је управљао Карло I који је говорио да у његовој земљи "сунце никада не залази" јер је он био цар Светог римског царства и Шпаније. Његов наследник, Филип II, организовао је бројне војне походе и живео раскошним животом.
Последња апсолутна монархија у Европи, не рачунајући Ватикан, је била Краљевина Југославија за време краљеве диктатуре од 1929. године до формирања Септембарског устава 1931. године, а може се и рећи да је данас Лихтенштај апсолутна монархија јер је 2003. године на референдуму већина је гласала да се кнезу да већа "иницијатива" односно да се принц де факто прогласи апсолутним монархом те земље како преноси ВВС. Венецијанска комисија Европског Савета је 2012. године рекао како то не потпада под евопске стандарде демократије. Просвећени апсолутизам долази до изражаја у Аустрији (Марија Терезија). Војна апсолутна монархија долази до изражаја у Османском цартсву што је уједно и прва и последња таква европска апсолутна монархија.

## Савремени трендови
Многе нације које су раније имале апсолутне монархије, као што су Јордан, Кувајт и Мароко, кренуле су ка уставној монархији. Међутим, у овим случајевима монарх и даље задржава огромну моћ, чак и до те мере да се по неким мерама утицај парламента на политички живот сматра занемарљивим.
У Бутану је влада прешла са апсолутне монархије на уставну монархију након планираних парламентарних избора за Чогду 2003. и избора Народне скупштине 2008. године.
Непал је имао неколико промена између уставне владавине и директне владавине у вези са Грађанским ратом у Непалу, Маоистичком побуном и Непалским краљевским масакром 2001. године, при чему је Непалска монархија укинута 28. маја 2008. године.
У Тонги, краљ је имао већину контроле у Законодавној скупштини до 2010. године.
Лихтенштајн је кренуо ка проширењу моћи монарха: принцу од Лихтенштајна су дата проширена овлашћења након референдума о изменама и допунама Устава Лихтенштајна 2003. године, због чега је Би-Би-Си описао принца као „поново апсолутног монарха“.

## Наука
Постоје прилично различита мишљења историчара о размерама апсолутизма међу европским монарсима. Неки, попут Перија Андерсона, тврде да је подоста монарха постигло нивое апсолутистичке контроле над својим државама, док историчари као што је Роџер Метам оспоравају сам концепт апсолутизма. Уопштено говорећи, историчари који се не слажу са називом апсолутизам тврде да већина монарха означених као апсолутистички није имала већу моћ над својим поданицима него било који други неапсолутистички владар, и ови историчари имају тенденцију да наглашавају разлике између апсолутистичке реторике монарха и стварне ефективне употребе моћи ових апсолутних монарха. Ренесансни историчар Вилијам Бузма сажео је ову контрадикцију:
Ништа тако јасно не указује на границе краљевске моћи као чињеница да су владе стално биле у финансијским проблемима, неспособне да искористе богатство оних који су у стању да плате, и склоне изазивању скупих побуна кад год би покушале да остваре адекватан приход.— Вилијам Бузма
Антропологија, социологија и етологија, као и разне друге дисциплине, попут политичких наука, покушавају да објасне успон апсолутне монархије у распону од екстраполације уопште, до одређених марксистичких објашњења у смислу класне борбе као основне динамике људског историјског развоја уопште и специфично апсолутне монархије.
У 17. веку, француски правни теоретичар Жан Домат бранио је концепт апсолутне монархије у делима као што су „О друштвеном поретку и апсолутној монархији“, наводећи апсолутну монархију као очување природног поретка како је Бог намеравао. Друге интелектуалне фигуре које су подржавале апсолутну монархију су Томас Хобс и Чарлс Морас.